# Palais Rose de l'avenue Foch
Pour les articles homonymes, voir Palais Rose et Hôtel de Castellane.
L'hôtel de Castellane, surnommé le « Palais Rose », était un hôtel particulier aujourd'hui disparu, situé au no 40 (aujourd'hui no 50) de l'avenue Foch dans le 16e arrondissement de Paris et édifié de 1896 à 1902 par l'architecte Ernest Sanson pour le comte Boniface de Castellane et son épouse née Anna Gould. 
Le palais peut être considéré comme l'un des types les plus achevés de tous les grands hôtels particuliers érigés à l'aube du XXe siècle à Paris, dans les quartiers de l'Étoile, du Trocadéro et de la Plaine Monceau. Ce bâtiment fut le théâtre des fêtes les plus somptueuses qui marquèrent le début du siècle, où se retrouvaient non seulement le Tout-Paris mais aussi des personnalités éminentes du monde entier.

## Histoire

### Construction
Le 18 mai 1895, Boniface de Castellane achète un terrain de 3 500 m2 dans l'un des quartiers les plus élégants de Paris, propriété de Georges-Auguste Hesbert, situé alors au no 40, avenue du Bois, au no 94, avenue de Malakoff, au no 1, rue Duret, ainsi qu'aux nos 5 et 9, rue Piccini. 
Le 26 octobre 1895, il acquiert un second terrain contigu de 1 002 m2 ayant appartenu successivement à Edmond-Ernest Hublot puis au baron Auguste-Louis Ferdinand Creuzé de Lesser. L'année suivante, son épouse rachète une parcelle totale de 5 700 m2 pour la somme de 3 625 000 francs.
Le couple commanditaire s'adresse à Ernest Sanson dans le but d'édifier sur ce terrain une demeure inspirée du Grand Trianon de Versailles. Connu pour l'ampleur et la qualité de ses travaux, le maître d'œuvre reconstruisit en 1900 le château de Belœil en Belgique dont l'escalier d'honneur fut jugé « digne de Versailles  ». 
Sanson eut comme collaborateur René Sergent, promoteur du style Louis XVI, une des dernières manifestations du néo-classicisme français.

### Une architecture et des décors remarquables

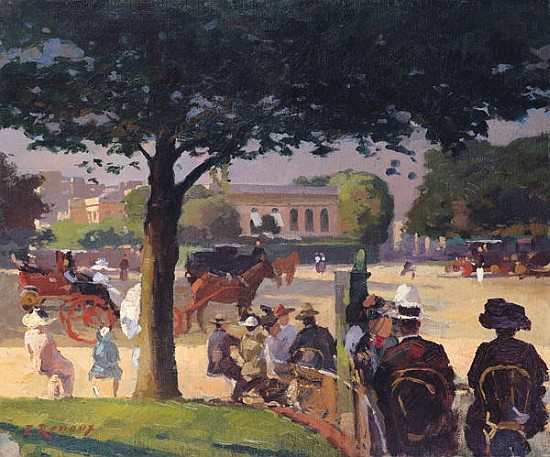
Le Palais Rose, par Jules Ernest Renoux.

Le permis de construire fut délivré le 16 mars 1896 et la première pierre posée le 20 avril de la même année. 
La construction dura six ans. La façade sur l'avenue Foch était très directement inspirée du Grand Trianon, dont elle reprenait les baies en plein cintre, les pilastres de marbre rose, la balustrade dissimulant les toitures et jusqu'aux ferronneries. Le maître d'ouvrage avait poussé le souci du détail jusqu'à faire venir le marbre des carrières utilisées au XVIIe siècle par Louis XIV.
L'entrée principale donnait sur l'avenue de Malakoff. Après avoir traversé la cour d'honneur, trois portes donnaient accès à un grand vestibule dallé et décoré de marbres polychromes. Sa voûte surbaissée comportait, à chaque extrémité, de petits escaliers à trois volées menant aux appartements privés et entresols de service.
Au-delà du vestibule, on pouvait admirer le grand escalier d'honneur, pièce maîtresse du palais et magistrale adaptation du célèbre escalier dit des Ambassadeurs du château de Versailles, construit de 1627 à 1678 par François d'Orbay (1634-1697) et détruit en 1752. 

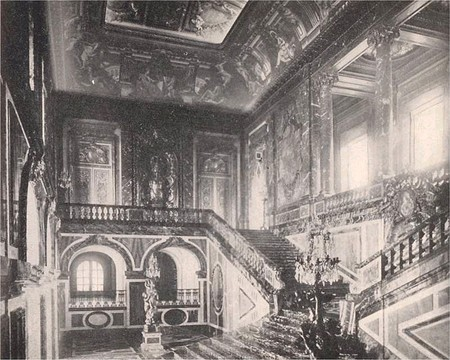
Le grand escalier du palais Rose.

Une première réplique de cette œuvre avait déjà été réalisée en 1876 par l'architecte Gabriel-Hippolyte Destailleur (1822-1893) au palais Rothschild de Vienne, une seconde en 1878 par Dollmann et Hoffmann au château de Herrenchiemsee, une troisième et dernière en 1906 par Flanneau au palais d'Egmont, ayant appartenu à la famille d'Arenberg à Bruxelles.
On cite également dans ce genre les escaliers (plus petits) des anciens hôtels parisiens Rochefoucauld-Doudeauville (actuelle ambassade d'Italie) et Potocki (devenu le siège de la Chambre de commerce et d'industrie de Paris), ayant mis en œuvre sept et huit variétés différentes de marbres.
L'historien et académicien Pierre de Nolhac évoque ainsi cette entreprise :

« Il préparait alors cet hôtel qui reproduit le rez-de-chaussée du Grand Trianon exhaussé d'un étage […] cet escalier évidemment démesuré que sa fantaisie grandiose voulut s'offrir […] il y tenta de reproduire le grand degré de Louis XIV, connu sous le nom d'escalier des Ambassadeurs, et dont tout un album de la Chalcographie du Louvre a conservé les détails. Les dimensions et la reproduction architecturale sont d'une heureuse réussite, bien qu'il manque à la copie la splendeur des bas-reliefs et des peintures. Le Tout-Paris d'alors a assisté à la brillante fête d'inauguration de cet immense vaisseau de marbre que le Paris d'aujourd'hui ne connaît plus. Mais le singulier de l'histoire, c'est que Boni était arrivé à croire qu'il réalisait un puissant projet de Louis XIV, que celui-ci faute d'argent, n'avait pu exécuter […] [alors qu'] il n'en avait pas moins fait l'admiration de l'Europe pendant soixante-dix ans. »

Les deux volées de marbre — rouge pour les marches et noir pour les balustrades — desservaient à l'étage noble avec, d'un côté, la salle à manger ornée de boiseries couleur vert d'eau, s'inspirant de celles du Pavillon français du Grand Trianon et pouvant accueillir 180 invités, un jardin d'hiver et un petit théâtre, et de l'autre, le salon des Arts glorifiant l'architecture, la peinture, la sculpture et la musique. Ce dernier s'inspirait du salon de la Guerre de Versailles ; une longue galerie reliait les deux pièces. 
La décoration, due à la meilleure main-d'œuvre dans sa spécialité, comme le maître-décorateur Hector d'Espouy, auteur des peintures des plafonds et voûtes, dont celle du grand escalier (Les Cinq Continents d'après Charles Le Brun), la Maison Cruchet (staffs de la voûte du vestibule), les sculpteurs Jean-Paul Aubé (bas-reliefs du grand salon et Felz (bibliothèque), le doreur Fourier (grande galerie) et le marbrier Huvé, fut l'objet d'une recherche et d'un soin tout particuliers. Les clients exigeants firent reprendre les façades à deux reprises, car le marbre italien « s'affadissait sous le ciel parisien », et la hauteur des fenêtres, afin qu'elles éclairent bien les pièces. Ce perfectionnisme quasi-pathologique conduisit à jusqu'à peindre un trompe-l'œil en faux marbre sur du marbre véritable afin d'obtenir les nuances recherchées.
La dot de 12 millions de dollars d'Anna Gould permit de prodiguer l'argent sans compter et l'édifice, type-même de « l'hôtel de l'Amateur », coûta quatre millions de francs-or, mais d'une somptuosité déjà anachronique à l'apogée de la Belle Époque, il ne fut jamais terminé, comme en témoignèrent des calques sur certains plafonds et des corniches supportant des marques au fusain encore visibles lors de sa démolition.
Le bâtiment de 6 000 m2 était pourvu de tout le confort moderne : le sous-sol, réservé au service comme dans les grands châteaux anglais, comprenait notamment une épicerie, une pâtisserie et même les chambres des domestiques qui y bénéficiaient de l'eau courante et du chauffage central.

### Splendeur et décadence

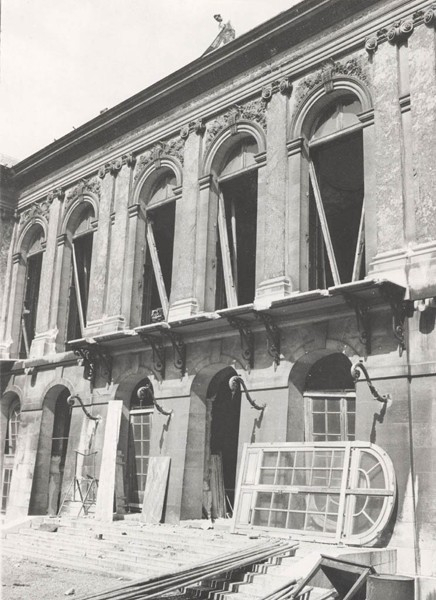
La façade du palais Rose lors de sa destruction en 1969.

Le palais Rose fut inauguré en 1902 et les Castellane y donnèrent, jusqu'en 1906, des réceptions fastueuses accueillant jusqu'à 2 000 invités, comme lors de la fête donnée en l'honneur des souverains d'Espagne et du Portugal, le 12 décembre 1905.
Lassée des infidélités de son époux et sur les instances de sa famille fort inquiète des prodigalités de celui-ci — qui avait également acquis en 1899, restauré et meublé le château du Marais dans l'Essonne) ainsi que celui de Grignan dans la Drôme, qu'il se borna à dépouiller de ses ornements — la comtesse de Castellane, d'un pragmatisme tout américain, aurait un matin quitté avec ses trois fils le Palais après avoir congédié les domestiques et fait fermer l'immense demeure ; puis, en janvier 1906, elle demanda et obtint une séparation de corps préalable à un divorce qui fut prononcé le 5 novembre suivant.
Anna Gould se remaria avec Hélie de Talleyrand-Périgord (1859-1937) duc de Talleyrand et prince de Sagan, cousin et rival de Boni ; les deux hommes ne se saluèrent plus en public, et un jour Boni eut ce mot : « Nous nous connaissons un peu, car nous avons servi dans le même corps ». Son chiffre fut alors effacé du Palais ; on y installa des boiseries Louis XV dans le petit salon et des chambres d'invités furent aménagées dans le petit théâtre. 
En 1939, la duchesse de Talleyrand, veuve depuis peu, partit pour les États-Unis. De 1940 à 1944, le palais meublé fut occupé par le général Carl-Heinrich von Stülpnagel, commandant du Gross Paris ; il fut mis ensuite à la disposition du gouvernement français qui, en 1949, y organisa la conférence des Quatre Grands sur le problème allemand et, en 1955, un conseil des ministres des Affaires étrangères.
En 1959, les pouvoirs publics estiment que le Palais Rose doit bénéficier d'une protection de la part de l'Administration : le préfet Benedetti encourage son inscription sur l'Inventaire des sites, en accord avec Louis-Philippe May, l'Inspecteur général des Monuments historiques. Dans sa séance du 3 juin 1959, la commission des sites, perspectives et paysages de la Seine, émet un avis favorable à cette inscription. Malgré cette unanimité affichée, le projet d'arrêté d'inscription rédigé ne fut pas signé[réf. nécessaire].
La duchesse envisagea un moment le léguer à l'Académie Charles-Cros présidée par son ami Arthur Honegger, mais la mort de celui-ci fit échouer le projet ; elle-même disparut en 1961. Au début de l'année 1962, en raison de l'indivision successorale, ses cinq héritières — dont sa fille Helen-Violette (1915-2003), successivement comtesse James de Pourtalès (1937), puis Mme Gaston Palewski (1964) — mirent en vente l'immeuble pour une somme évaluée entre 40 et 50 millions de francs.
Il fut suggéré au gouvernement français de le classer monument historique mais, victime du modernisme alors en vogue, le palais ne bénéficia pas de cette protection, la Commission supérieure des monuments historiques arguant « de [son] absence de valeur archéologique », et du fait que l'ouvrage se trouvait hors du périmètre du site classé de l'avenue Foch. Certains avancèrent aussi qu'il était « inutile de conserver une copie du Trianon alors que la France en avait un vrai »[réf. nécessaire].
Une association de sauvegarde se constitua alors. Échouèrent successivement les projets d'en faire la résidence des hôtes de marque de l'État ou de la ville de Paris, celui de la ville de Neuilly-sur-Seine d'y créer un palais de la Culture, le siège de l'ambassade de République populaire de Chine, nouvellement reconnue, un centre international de conférences ou encore — idée alors très avant-gardiste — d'un musée consacré au XIXe siècle, réalisé plus tard dans l'ancienne gare d'Orsay, tout comme son démontage et sa reconstruction dans le bois de Boulogne qui aurait coûté dix millions de francs.

### Destruction d’une œuvre majeure et dispersion des collections
En 1966, les cohéritières firent déposer par l'architecte de la préfecture de Paris, André Malizard, une demande préalable de démolir et firent établir un projet de construction d'un immeuble de luxe. 
Un compromis fut établi par la suite avec André Remondet, architecte-conseil de la ville qui prévoyait de conserver l'escalier d'honneur et la façade sur l'avenue Foch, mais cette demi-mesure fut refusée par le Conseil des bâtiments de France. 
En 1968, la ville de Paris ayant repoussé l'offre d'achat, il fut finalement vendu à Tullio Deromedi, entrepreneur de travaux publics qui, avant même la signature du permis de démolir, fit dès le printemps 1969 déposer stucs, glaces, boiseries, plaques de marbre et devantures de cheminées. Les déprédations furent alors nombreuses, des particuliers parvenant à subtiliser des poignées de porte et autres éléments, dont la grande fontaine du jardin d'hiver. L'acquéreur fit remonter pour lui-même certains éléments dont les marches de l'escalier d'honneur — pesant chacune une demi-tonne — les balustrades et la piscine de marbre blanc dans sa propriété de Pontgouin près de Chartres, avant de mettre en vente le reste.
Après répartition du mobilier et les collections entre les cohéritières, les œuvres jugées mineures furent dispersées dans plusieurs ventes aux enchères publiques au palais Galliera à Paris, où les quatre lanternes dorées du vestibule atteignirent la somme de 40 000 francs. Lors de la démolition du gros-œuvre au bélier, qui fut pratiquée de juin à septembre 1969, les ouvriers avaient trouvé dans des placards sous combles une série de costumes masculins et féminins, des livrées, des chaussures, des livres et de la correspondance.
Réapparition « d'épaves » du fastueux contenu du Palais
- en 2017, réapparut à Paris une partie de cette collection lors de la vente aux enchères publiques du contenu de l'appartement parisien de leur petite-fille Diane de Castellane et de son premier époux le duc de Mouchy, effectuée par Christie's le 7 mars 2017, en 275 lots, parmi lesquels une rarissime — voire unique — paire de vases couverts en forme d'œuf, en porcelaine de Sèvres bleu et or (vers 1770), insigne témoin du « goût Boni » ;

- fin 2021, des pièces de joaillerie, dont un devant de corsage articulée en argent de la seconde moitié du XIXe siècle, une montre-bijou pendentif en argent doré du XVIIe siècle, une « broche drapeau » attribuée à la maison Cartier, des accessoires de mode et des objets de vitrine dont deux miniatures sur émail du genevois Jean V. Mussard, provenant du Palais Rose, figurèrent en 90 lots à une vente aux enchères publiques à Paris-Drouot le 9 novembre 2021[8]

## Le jardin
Des jardins à la française avaient été aménagés par le célèbre paysagiste Achille Duchêne — qui reconstitua alors de nombreux parcs tel celui du château de Champs à Champs-sur-Marne, pour les Cahen d'Anvers, ou créa des ensembles dans le goût du Grand Siècle (Blenheim Palace) — comme à l'hôtel Porgès, édifié avenue Montaigne.

## Postérité
Les deux autres exemples de telles « folies » inspirées du Grand Trianon existent encore :
- Le palais Rose du Vésinet (Yvelines), de dimensions plus modestes mais plus fidèles au modèle original puisque ne comportant qu’un seul rez-de-jardin, construit vers 1900 pour l'ingénieur Arthur Schweitzer. Cette demeure fut acquise en 1908 par l'écrivain et esthète Robert de Montesquiou, qui était en relations suivies avec Marcel Proust, et qui l'habita jusqu'en 1921 ;
- L'hôtel, également en rez-de-jardin, situé au no 3 rue d'Andigné à Paris, offrant un avant-corps central en rotonde sur jardin, qui fut vendu le 25 mars 2005 à l'homme d'affaires Xavier Niel.

Depuis 1974, à l'emplacement du « type le plus achevé des hôtels particuliers parisiens jusqu'à la Première Guerre mondiale et testament artistique d'une époque révolue », s'élève la résidence dite « 50 avenue Foch », comprenant environ 90 appartements et studios et des locaux commerciaux sur dix étages, dessinée par l'architecte danois Henrik Lassen, « qui ne se distingue en rien des nombreuses réalisations de grand standing des années 1970, dont la sobriété tend à l'indigence ».